# 165 км (Кузнечное — Хийтола)
Платформа 165 км — остановочный пункт на 164,8 км перегона Кузнечное — Хийтола линии Кушелевка — Сортавала.

## Общие сведения
Расположен в юго-восточной оконечности посёлка Куликово на пересечении с дорогой 86К-375. Остановочный пункт не оборудован ни пассажирской платформой, ни пассажирским павильоном. Предназначен для пригородных поездов.
На этом километре железнодорожной линии в 1932—1944 годах существовала платформа Вейяла (фин. Veijala), открытая 1 сентября 1932 года и названная по имени деревни, находившейся на расстоянии около 2 км к востоку от этого места. Однако самым ближним населённым пунктом была деревня Ваавоя (фин. Vaavoja), но её имя было использовано в названии соседней платформы, построенной в том же 1932 году тремя километрами севернее.
После Великой Отечественной войны и передачи территории СССР платформа Veijala не восстанавливалась. Заново остановка была организована в конце 1970-х — начале 1980-х годов. Возле переезда жил бригадир пути и остановку утвердили для него.
На некоторых картах остановочный пункт обозначен как Куликово-1.

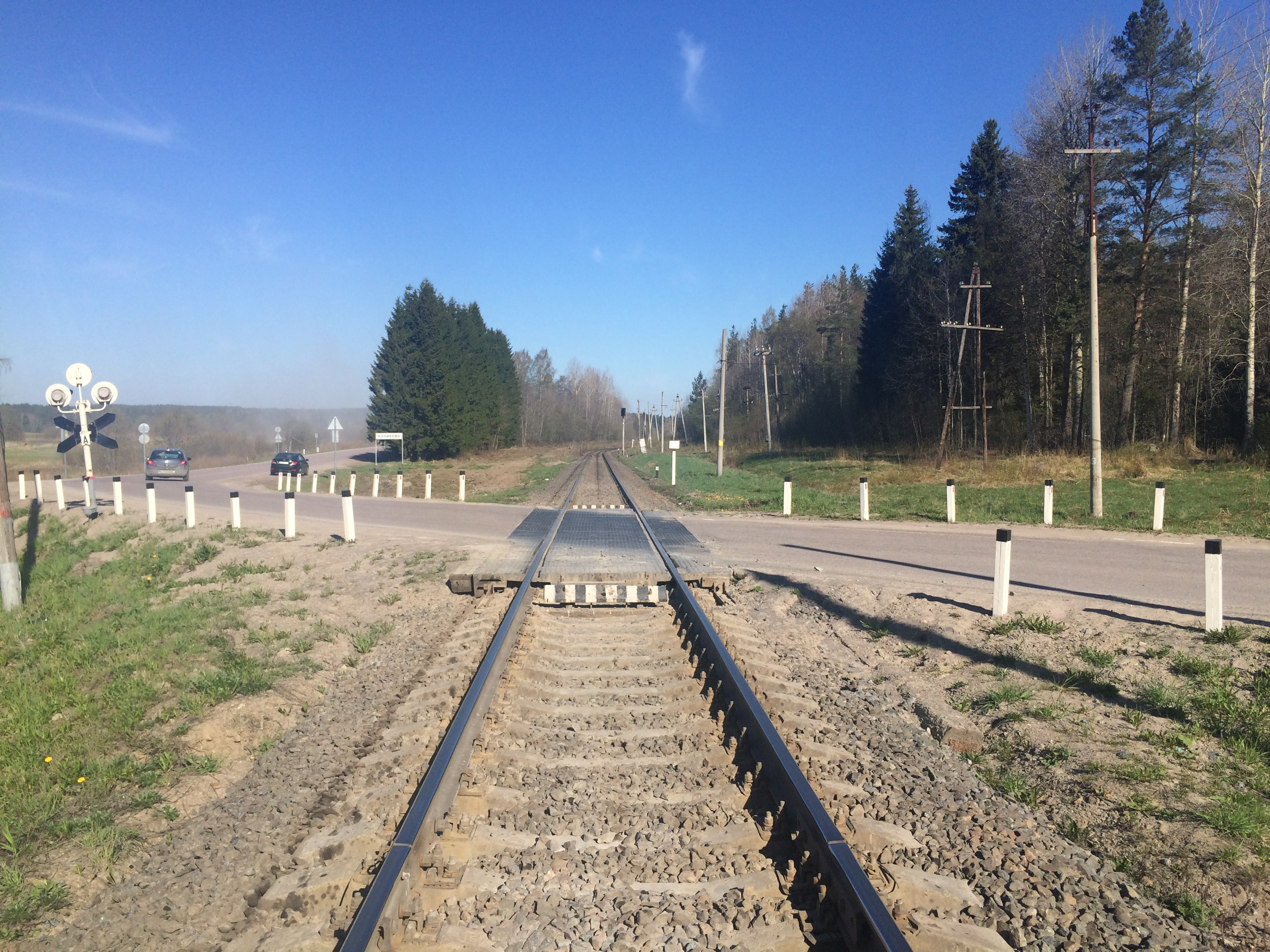
Вид в сторону ст. Хийтола
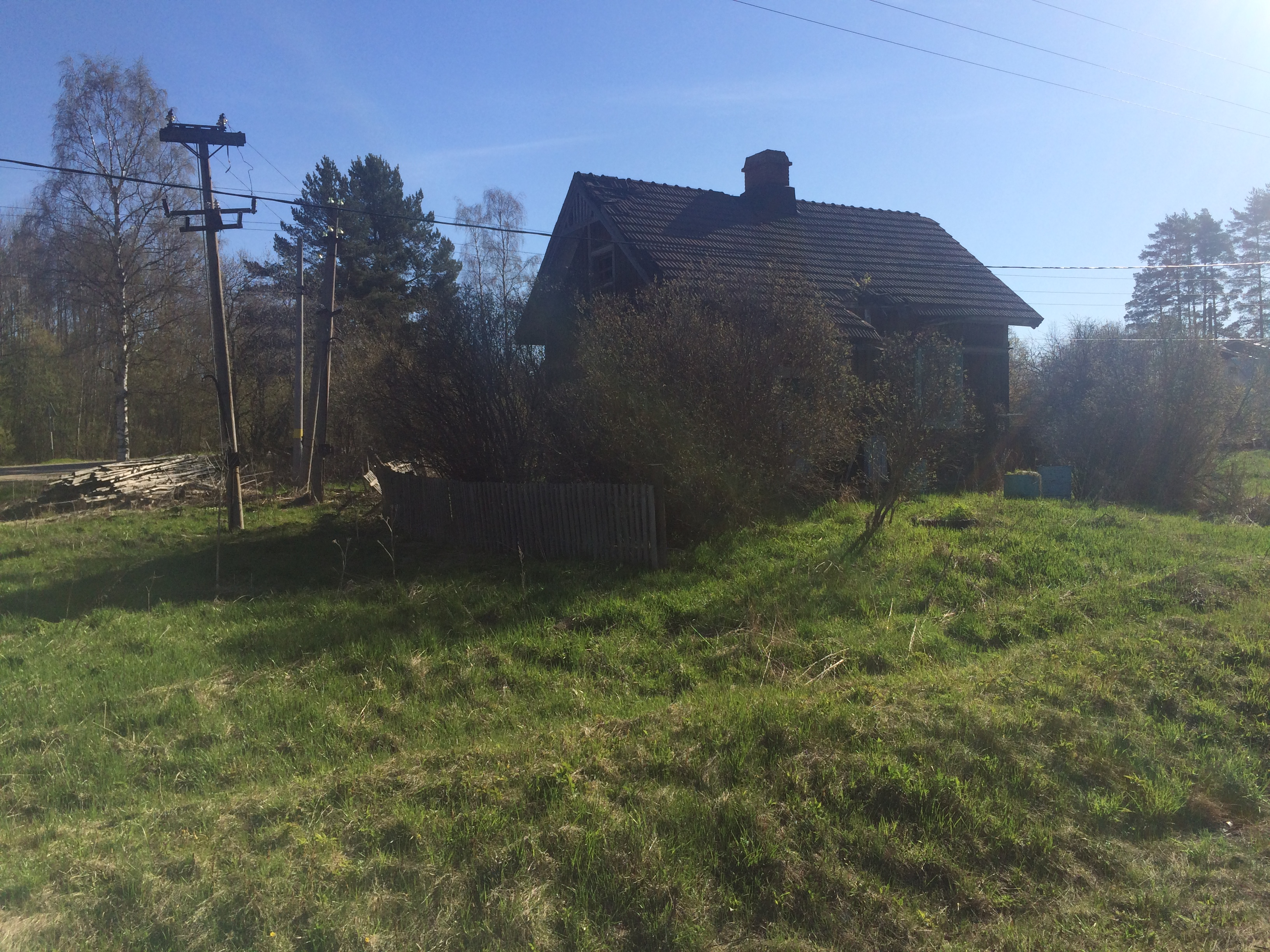
Бывший дом бригадира пути (финский дом)